# 20呎標準貨櫃

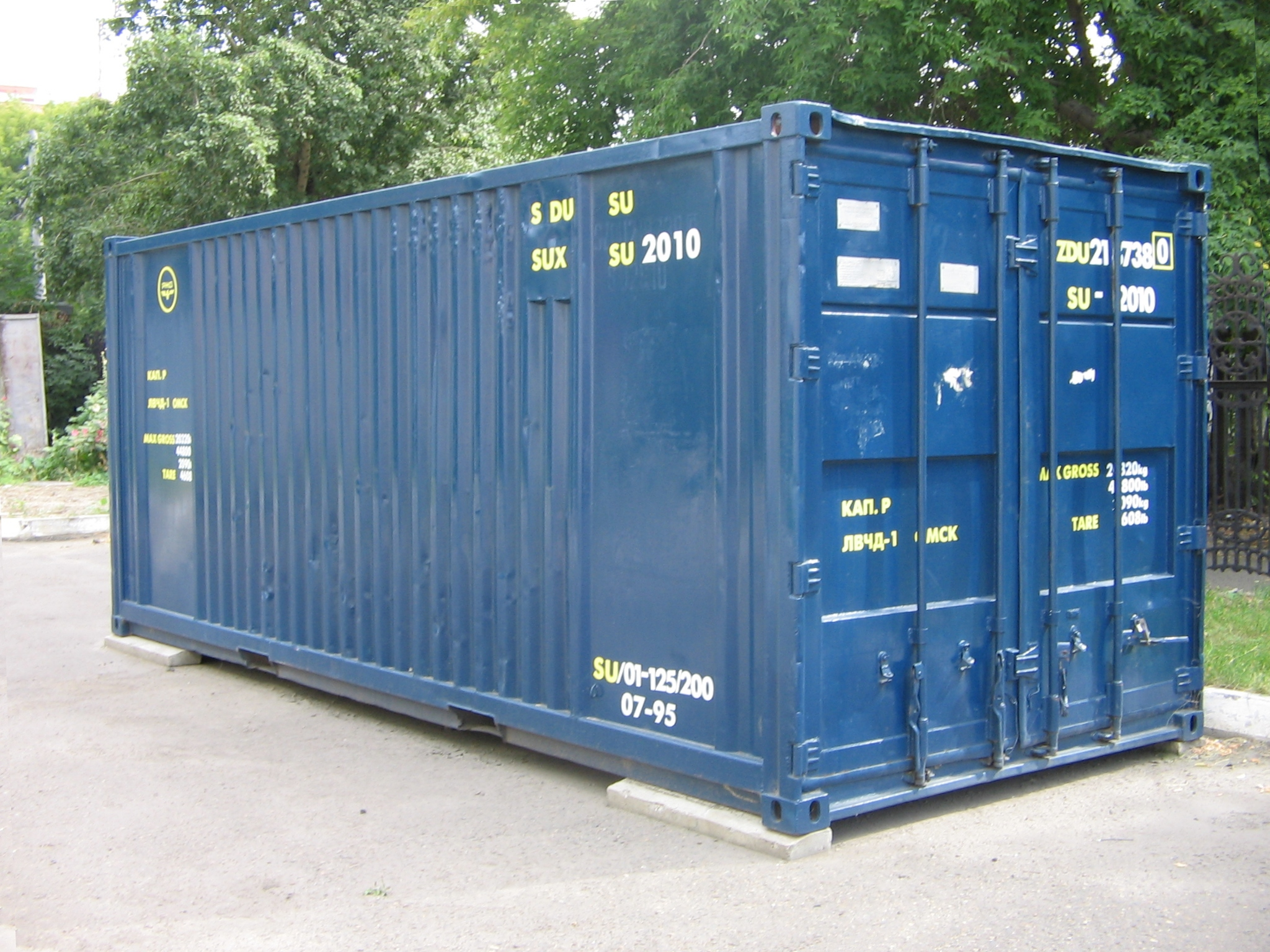
圖中20呎長的ISO標準貨櫃

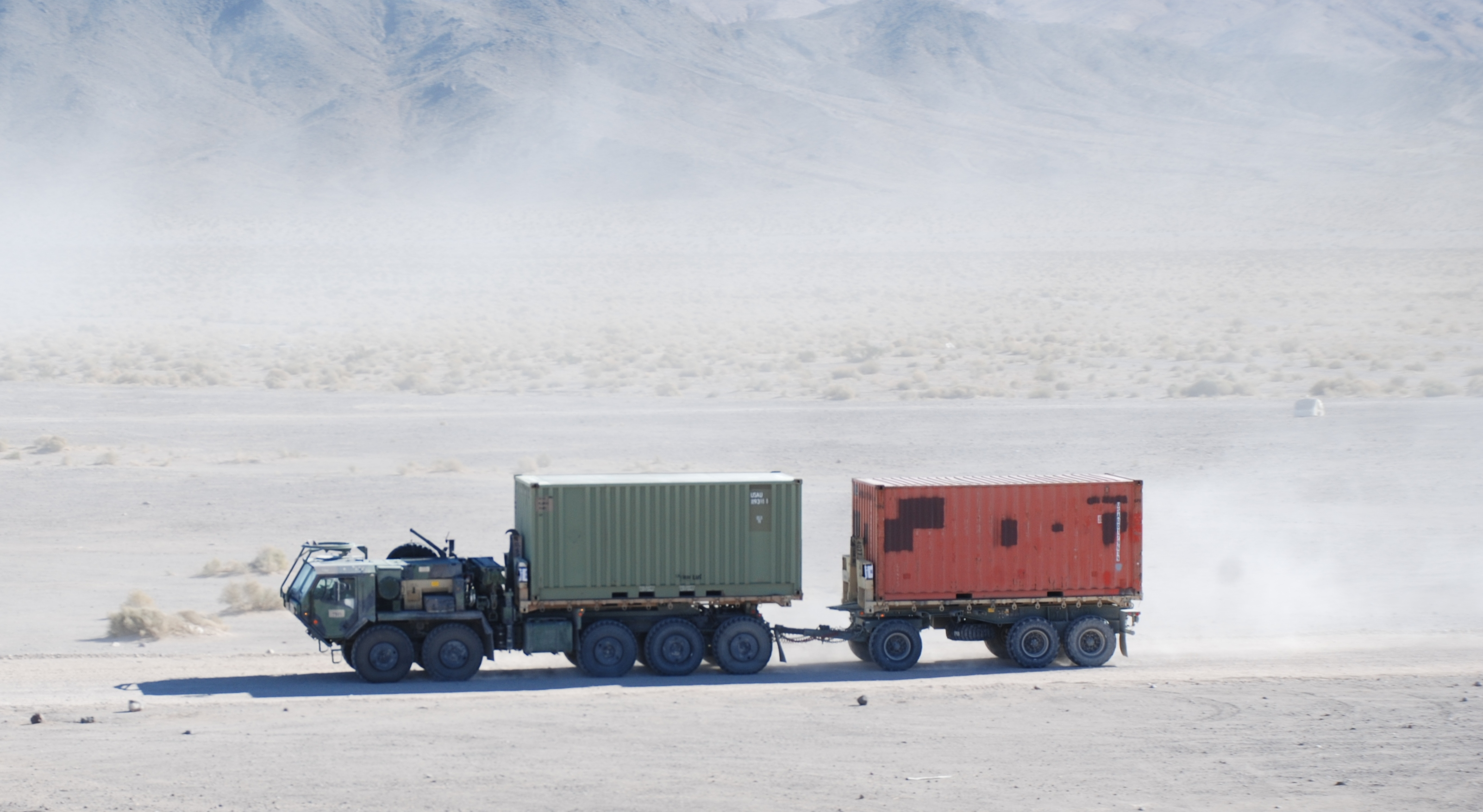
美軍HEMTT拖拉20呎貨櫃

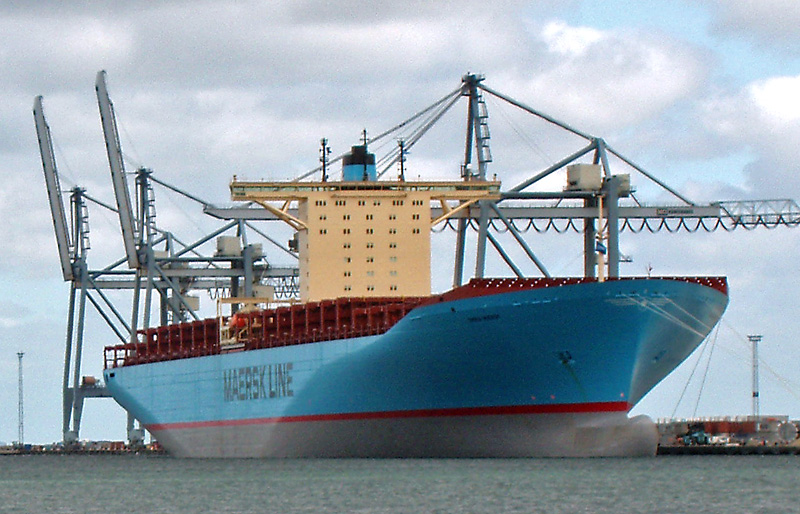
艾瑪·馬士基號官方公佈可以運載11000個TEU，一般相信可以最多運載15000個TEU

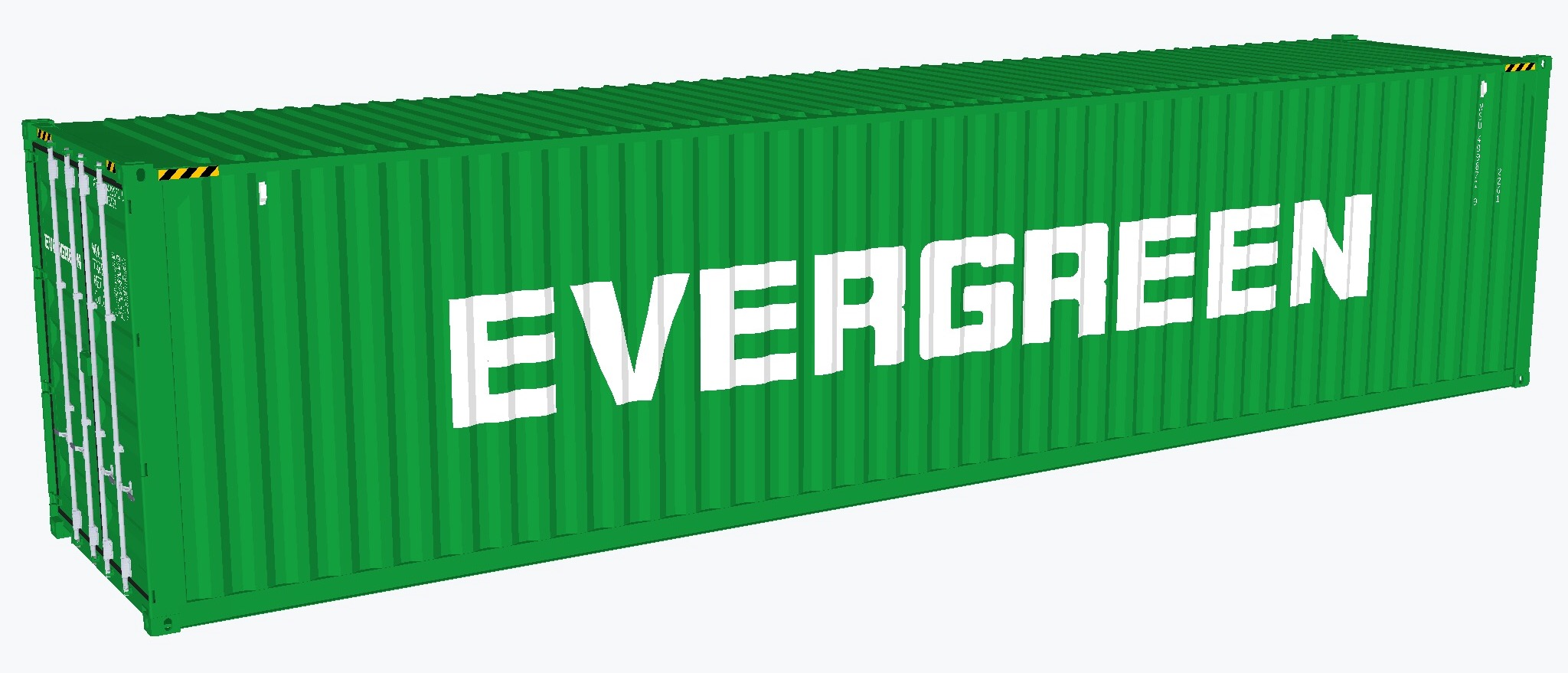
長榮海運40尺標準貨櫃

20呎標準貨櫃（英語：Twenty-foot Equivalent Unit，首字母縮略字：TEU 或 teu），在中国大陆简称为「标准箱」，「20呎標準貨櫃」常用來形容貨櫃船及貨櫃碼頭的装载与吞吐能力。20英呎長的貨櫃是一個標準大小的金屬箱，适用於不同運輸方式如船舶、火車和卡車。
另一個相關的是40呎標準貨櫃（英語：forty-foot equivalent unit，首字母縮略字：FEU），指兩個標準貨櫃單位。
一個標準貨櫃長20英尺（6.10），寬8英尺（2.44）。貨櫃的高度缺乏標準化，高度可以從最低的4.25英尺（1.30）到常見的8.5英尺（2.59），最高9.5英尺（2.90）。此外，指定45英呎的貨櫃為2標準貨櫃單位，而非2.25標準貨櫃單位。

## 標準
| 長              | 寬            | 高              | 體積                      | TEU     |
| --------------- | ------------- | --------------- | ------------------------- | ------- |
| 20英尺（6.10）  | 8英尺（2.44） | 8.6英尺（2.62） | 1,360立方英呎（39 m³）    | 1       |
| 40英尺（12.19） | 8英尺（2.44） | 8.6英尺（2.62） | 2,720立方英呎（77 m³）    | 2       |
| 45英尺（13.72） | 8英尺（2.44） | 8.6英尺（2.62） | 3,060立方英呎（87 m³）    | 2或2.25 |
| 48英尺（14.63） | 8英尺（2.44） | 8.6英尺（2.62） | 3,264立方英呎（92.4 m³）  | 2.4     |
| 53英尺（16.15） | 8英尺（2.44） | 8.6英尺（2.62） | 3,604立方英呎（102.1 m³） | 2.65    |
| 高立方          |               |                 |                           |         |
| 20英尺（6.10）  | 8英尺（2.44） | 9.6英尺（2.93） | 1,520立方英呎（43 m³）    | 1       |
| 半高            |               |                 |                           |         |
| 20英尺（6.10）  | 8英尺（2.44） | 4.3英尺（1.31） | 680立方英呎（19 m³）      | 1       |

如上所述，標準貨櫃單位是一個不精確的單位，因此無法轉換。最常見的尺寸為20英呎長×8英尺寬×8.6英呎高。體積相當於1,360立方英呎（39 m³）。然而無論是9.6英尺（2.93）高的高立方貨櫃或是4.3英尺（1.31）的半高貨櫃都被定義為1標準貨櫃。這樣使1標準貨櫃單位的體積從680立方英呎（19 m³）到1,520立方英呎（43 m³）。
標準貨櫃的重量同樣沒有規定，一些推斷可以代表標準貨櫃的最大重量。20呎普通貨櫃最大毛重（gross mass）24,000公斤。扣掉皮重，每個標準貨櫃可載重21,600公斤。
40呎普通貨櫃最大毛重（包括9.6英呎高立方型）30,480公斤。扣掉皮重之後，載重能力26,500公斤。
20呎"heavy tested"貨櫃提供給較重的貨物及重型機械使用。貨櫃容許最高重量67,200磅（30,500公斤），空重5,290磅（2,400公斤），淨負載61,910磅（28,080公斤）。